# Spirastrella coccinopsis
Spirastrella coccinopsis är en svampdjursart som beskrevs av de Laubenfels 1953. Spirastrella coccinopsis ingår i släktet Spirastrella och familjen Spirastrellidae. Inga underarter finns listade i Catalogue of Life.